# Александр II Забіна
Александр II Забіна (? —123 до н. е.) — цар Сирії у 128 до н. е.—123 до н. е. роках.

## Життєпис
Стосовно батьків немає певних відомостей. Він сам оголосив себе сином Антіоха VII. За більш достеменною інформацією був сином єгипетського купця Протарха. Його висунув претендентом на трон Птолемей VIII, цар Єгипту. Останній висунув Забіну як протидію цареві Деметрію II, який підтримував Клеопатру II.
У 126 році до н. е. Александр Забіна переміг свого супротивника й став царем. Втім, згодом він посварився із Птолемеєм VIII. Тепер єгипетські війська виступили проти Александра II. У 125 році до н. е. він зазнав поразки, проте ще тримався у північній Сирії та в деяких місцях Кілікії. Проте у 123 році до н. е. його було вбито за паплюження храмів в Антіохії.